# Kauman (Jepara)
Kauman is een bestuurslaag in het regentschap Jepara van de provincie Midden-Java, Indonesië. Kauman telt 4093 inwoners (volkstelling 2010).